# Nagakumo
Nagakumo（ナガクモ）は大阪のインディーズバンド。ネオアコ・バンド。

## 概要
オオニシとオオムラが所属していたバンドが2020年に活動を休止し、オオニシは当時シンガーソングライターをやっていたコモノの曲のアレンジを担当するようになった。その流れでバンドをやりたいという話になり、2020年秋頃にオオニシ、コモノ、オオムラの3人と、オオニシの大学でセッション仲間であったホウダの4人が揃った。そこからレコーディングをし、2021年の1月に結成を発表。

## 特徴
作曲を手掛けるオオニシはフリッパーズ・ギターやカジヒデキ、Cymbalsを好んでおり、レコーディングの際にネオアコやギターポップに近いと言われたが、ネオアコではないという話から「ネオネオアコ」という言葉を使うようになった。

## 経歴
- 2021年
  - 1月1日テレビショウのリリックビデオを公開し始動
  - 2月17日　1st ep『PLAN e.p.』 をリリース
  - 3月10日　1st ep『PLAN e.p.』 配信開始
- 2022年
  - 3月9日　2nd ep『EXPO』 をリリース
- 2023年
  - 4月22日　7インチシングルレコード　思いがけず雨/イン・ザ・ジオラマ　発売＜限定生産盤＞
  - 8月9日　3rd ep『JUNE e.p.』 をリリース
- 2024年
  - 8月14日 Negicco「What A Wonderful World」発売　 眩しくて可愛い！［作詞・作曲：オオニシレイジ（Nagakumo）/ 編曲：Nagakumo］
  - 9月23日　渋谷WWW　ALL THE LIGHT WE CANNOT SEE　初のワンマンライブ開催
  - 9月25日   PLAN - EXPO(12インチレコード)発売

## 作品

### 一覧
| #    | 配信日        | タイトル                     | 収録アルバム         |
| ---- | ------------- | ---------------------------- | -------------------- |
| １   | 2021年3月10日 | テレビショウ                 | 1st work / PLAN e.p. |
| ２   | 2021年3月10日 | タイム・トラベル・プランナー | 1st work / PLAN e.p. |
| ３   | 2021年3月10日 | 偶然                         | 1st work / PLAN e.p. |
| ４   | 2021年3月10日 | CITY GIRL                    | 1st work / PLAN e.p. |
| ５   |               | 思いがけず雨                 | 2nd work / EXPO      |
| ６   | 2022年1月19日 | Awayokuba                    | 2nd work / EXPO      |
| ７   | 2022年2月16日 | Birthday                     | 2nd work / EXPO      |
| ８   |               | イン・ザ・ジオラマ           | 2nd work / EXPO      |
| ９   |               | 渚のメモリーズ               | 2nd work / EXPO      |
| １０ |               | Friends                      | 2nd work / EXPO      |
| １１ | 2023年6月14日 | 日曜前夜                     | 3rd work / JUNE e.p. |
| １２ |               | Bedtime Bear                 | 3rd work / JUNE e.p. |
| １３ | 2023年7月12日 | ボール                       | 3rd work / JUNE e.p. |
| １４ |               | ６月は愛について             | 3rd work / JUNE e.p. |
| １５ |               | マガジン・キラー             | 3rd work / JUNE e.p. |
| １６ | 2024年5月1日  | あるところ                   |                      |
| １７ | 2024年7月3日  | Question                     |                      |
| １８ | 2024年9月11日 | スウィート・スペース         |                      |

### EP
| #  | 発売日        | タイトル             | 収録曲 |
| -- | ------------- | -------------------- | ------ |
| １ | 2021年2月17日 | 1st work / PLAN e.p. | 全４曲 |
| ２ | 2022年3月9日  | 2nd work / EXPO      | 全６曲 |
| ３ | 2023年8月9日  | 3rd work / JUNE e.p. | 全５曲 |

### ミュージックビデオ
| #  | 年   | 作品         | 監督           |
| -- | ---- | ------------ | -------------- |
| １ | 2021 | テレビショウ | カワイタケシ   |
| ２ | 2022 | 思いがけず雨 | オオニシレイジ |
| ３ | 2023 | 日曜前夜     |                |
| ４ | 2023 | ボール       | オオニシレイジ |
| ５ | 2023 | Bedtime Bear | オオニシレイジ |

## 主なライブ

### ワンマンライブ・主催イベント
- 2021年3月20日　京都ライブカフェSecond Rooms 　Nagakumo結成パーティー『PLAN』with サキホ/POOLS/LADOMACHI/my sister circle

- 2022年3月20日　下北沢BASEMENT BAR　EXPO Release Party with えんぷてい/yEAN/Magic,Drums&Love
- 2022年3月27日　心斎橋Pangea　　　　 　EXPO Release Party with Sabway Daydream/KADOMACHI/YMB
- 2023年8月19日　下北沢BASEMENT BAR　JUNE e.p. Release Party『目を見て話をしようよ』with 猫戦
- 2023年8月26日　心斎橋Pangea　　　　 　JUNE e.p. Release Party『目を見て話をしようよ』with Easycome
- 2024年9月23日　渋谷WWW　ALL THE LIGHT WE CANNOT SEE　(初ワンマンライブ)
- 2025年3月16日　ハワイレコード×コモノサヤ（ナガクモ）プロデュースライブイベント

### 出演イベント(ワンマン/主催以外の出演)
- 2021年
  - 3月6日　POOLS pre. 「night pools night ~1st EP “NG” release party」
  - 4月3日　地球から2ミリ浮いてる人たち 1st EP アメリカンドリーム Release Party in Teradacho, presented by Fireloop
  - 5月11日　ANUS Laboratory 5
  - 6月4日　knave 19th Anniversary Supported by Heineken「さよならアメリカ さよならニッポン」
  - 8月14日　KADOMACHI presents「Packing 」
  - 9月12日　Stripe Town 2021
  - 9月20日　night pools night vol.3 ～2nd single 円盤 release tour～ POOLS×calm pre. 京都編
  - 10月15日　えんぷてい tour Chorus 2021 大阪編
  - 10月22日　Aldebaran
  - 12月27日　MINAMI CROSS FEVER #102 End of year party 2021
- 2022年
  - 1月21日　湾岸楽団企画「湾岸磔磔音楽祭」
  - 2月5日　MAD CITY KOBE #5
  - 3月6日　Rudo presents EP"live" release event 『HOMETOWN』
  - 6月12日　カジヒデキ 2nd Album "TEA" 初アナログ盤化リリース記念ライブ『ALL YOU NEED IS TEA〜ティーこそがすべて〜』
  - 6月25日　Pangea & HOLIDAY! RECORDS presents『COME TOGETHER MARATHON 2022』
  - 7月2日　見放題2022
  - 7月9日　YMB「Tender」Release Tour "ありがとうのかわりに"　大阪編
  - 8月13日　YMB「Tender」Release Tour "ありがとうのかわりに"　福岡編
  - 9月11日　パンと音楽とアンティーク 2022
  - 9月23日　ムノーノモーゼスは向こうの方です。vol.4
  - 10月9日　MINAMI WHEEL 2022
  - 10月22日　Stripe Town 2022
  - 12月13日　December 13th -FINAL-
- 2023年
  - 2月25日　巡礼する季語 京都編
  - 6月23日　SEIKATSU. Vol.1
  - 7月23日　THISTIME RECORDS 20th Anniversary "New Buddy!"
  - 9月16日　PULPS 4 months release party -September- 月明かりの下で
  - 11月23日　Lullaby Extra - Band-T POPUP #6 FREE LIVE
  - 12月9日　音泉温楽2023
- 2024年
  - 1月6日　青春超奏曲2
  - 1月8日　KADOMATIC TOUR
  - 2月3日　Hyper Luv Pop 2024
  - 3月24日　ハワイレコード×Nagakumo intersection  -relay of urban folk-
  - 4月20日　アコースティックフェスティバル KOBE 2024
  - 5月18日　CIRCLE'24
  - 5月16日　YATSUI FESTIVAL! 2024
  - 8月10日　kurayamisaka tte, doko?  "自転車で行くには少しだけ遠過ぎるかなツアー"
  - 8月24日　ONE MUSIC CAMP 2024
  - 10月19日　TAMATAMA FESTIVAL 2024『exPoP!!!!!@TAMATAMA2024』
  - 11月4日　ボロフェスタ
  - 11月9日　ぴあフェス　サテライトステージ　桜木町
  - 11月23日　大阪 Yogibo HOLY MOUNTAIN Subway Daydream presents 『Waiting Room vol.2』
  - 12月7日　SHIMAJIRO COFFEE pre-opening party!!!　余花朗
  - 12月　音泉温楽2024

- 2025年
  - 2月25日　Hyper Luv Pop2025
  - 3月7日　Negikumo！
  - 3月8日　水平線　旅するロックンロールツアー2025
  - 4月5日　chef's2025Tour"APEIRING"
  - 4月13日 ODD SAFARI vol.7
  - 4月26日 nambar forest '25
  - 7月6日　Yogibo HOLY MOUNTAIN (夜と)SAMPO presents Promenade vol.2